# 大阪府庁舎
大阪府庁舎（おおさかふちょうしゃ）は、大阪府大阪市中央区大手前にある、大阪府の各部局が入居する庁舎である。

## 概説
本町橋（初代）、江之子島（2代目）を経て、現行の大手前庁舎は3代目。1926年竣工の本館は、現行の都道府県庁舎のなかで最も古い。そのため歴史的価値が高く、映画のロケなどが行われることもある（後述）。
本館の建設に際し、府は設計図面を賞金8,000円の懸賞で募集、80点以上の応募の中から平林金吾の図面に岡本馨が手を加えたものが選ばれ、両者による設計を改変せずに建設された。平林はその後、名古屋市役所本庁舎（1933年竣工）を設計したことでも知られる。施工は大林組と清水組（現：清水建設）。1923年5月に起工され、同年9月に発生した関東大震災の影響もあり、設計の変更が加えられたという。
隣接地に新庁舎を建築するため、一部を残し、撤去の計画であったが、財政難で計画が中止となった経緯がある。現在、事業の拡大、職員の増員等により狭隘となり、近接の民間ビルなどに間借りされた分室が多くなっている。なお、震災時の指揮については、耐震通信設備の整った別館において行われる。
2021年、文化審議会は大阪府庁舎本館を登録有形文化財に登録するよう文部科学大臣に答申した。同年10月14日に官報告示にて正式に登録された。

## 新庁舎建設計画

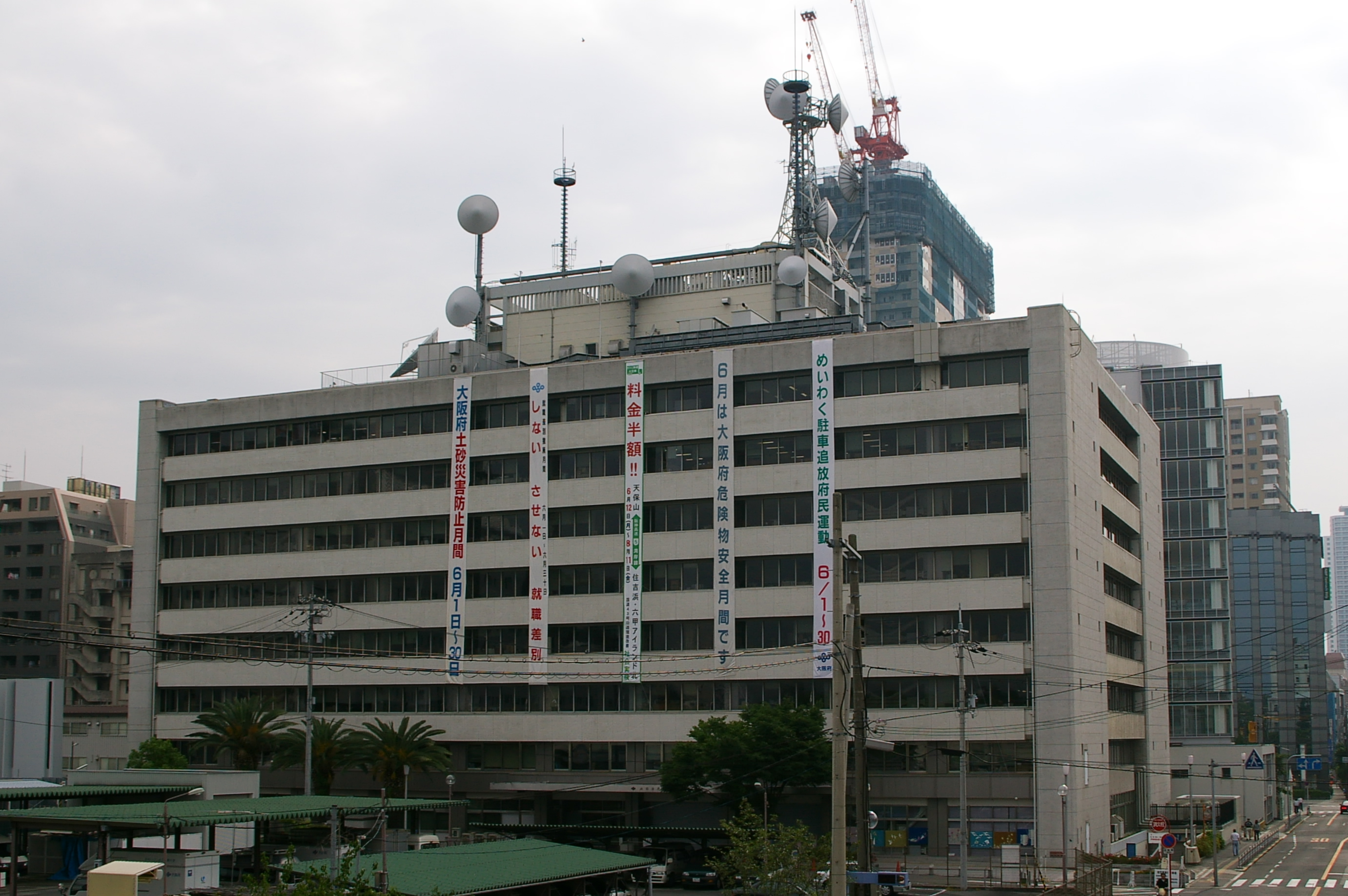
別館

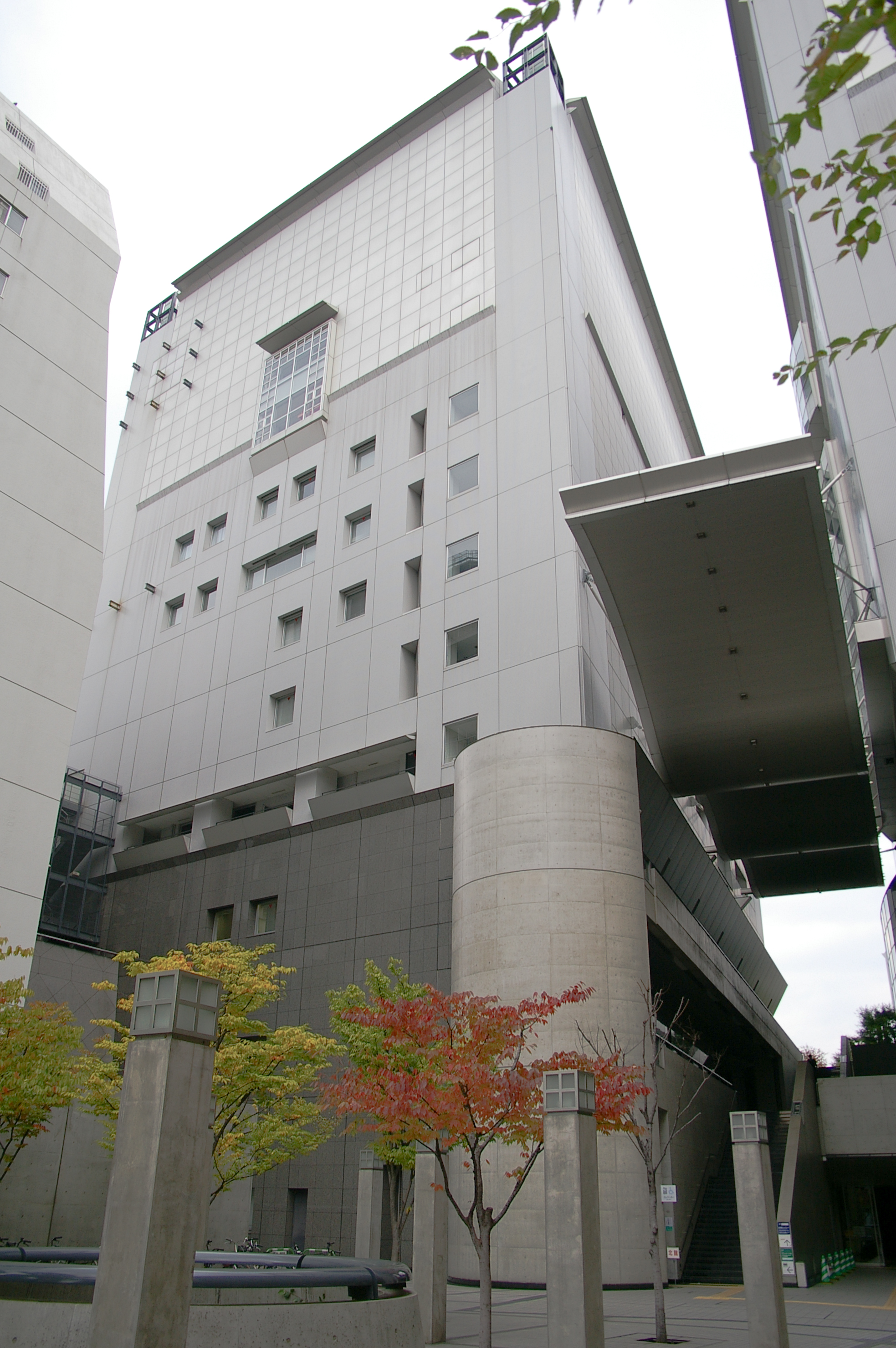
新別館

本館の竣工から歳月を経て狭隘化・老朽化が進み、近接地に別館を建設（1964年）したものの、本庁の各部局が周辺の民間オフィスビルに分散して入居する状態に至った。この状況を改善するため、大阪府は1989年に黒川紀章建築都市設計事務所の案を採用して「大阪府庁舎・周辺整備基本計画」を策定し、新庁舎の建設に着手した。ところが新別館南館・北館が竣工し、警察棟（大阪府警察本部庁舎）を着工した時期に府の財政危機が顕在化したため、行政棟と議会棟の建設が凍結され、2007年、新庁舎建替えの正式な見送りを発表した。また、府庁舎本館は、今後発生が予想される南海地震・東南海地震などの大規模地震で倒壊する危険性があることが判明し、耐震補強工事が実施されることとなっている。
2008年8月5日、大阪府知事（当時）の橋下徹が、大阪市の第三セクターである株式会社大阪ワールドトレードセンタービルディングが所有する、当時の大阪ワールドトレードセンタービルディング（WTC, 現：大阪府咲洲庁舎）に、府庁舎を移転する考えがあることを表明した。二次破綻が確実視されるWTCを抱える大阪市長（当時）の平松邦夫は、この考えを歓迎した。また、橋下は、WTCがある大阪南港地域は、将来道州制における関西州の州都になり得るため、道州制をも視野に入れてWTC移転を検討している旨を明らかにした。
2009年2月24日、橋下は「大阪府庁の位置を定める条例制定の件」として大阪府議会に提案するも、地方公共団体の事務所の位置を定める条例の議決には地方自治法の規定により、出席議員の3分の2の多数による同意が必要だが、3月24日、無記名投票による採決の結果、出席議員の半数以下の賛成しか得られず否決された。しかし、2009年10月27日の本会議では、再度府庁舎全面移転案は否決されたものの、WTCの所有権移転については可決された。その後、WTCは大阪府庁第2庁舎（咲洲庁舎）として使用されるようになった。
2011年3月11日に発生した東日本大震災で咲洲庁舎は、天井の落下や床の亀裂など360箇所が損傷、防火戸の破損、エレベーター全26基が緊急停止するなど、耐震性への不安が露呈した。このため、橋下知事は咲洲庁舎について耐震補強する考えを示したが、専門家から地盤と建物の共振による耐震性の欠如を指摘されたことなどを受け、「災害対応拠点としては難しい」「本庁舎としては難しい。全面移転はない」として全面移転案を正式に断念した。

## 歴史
- 1868年（明治元年）

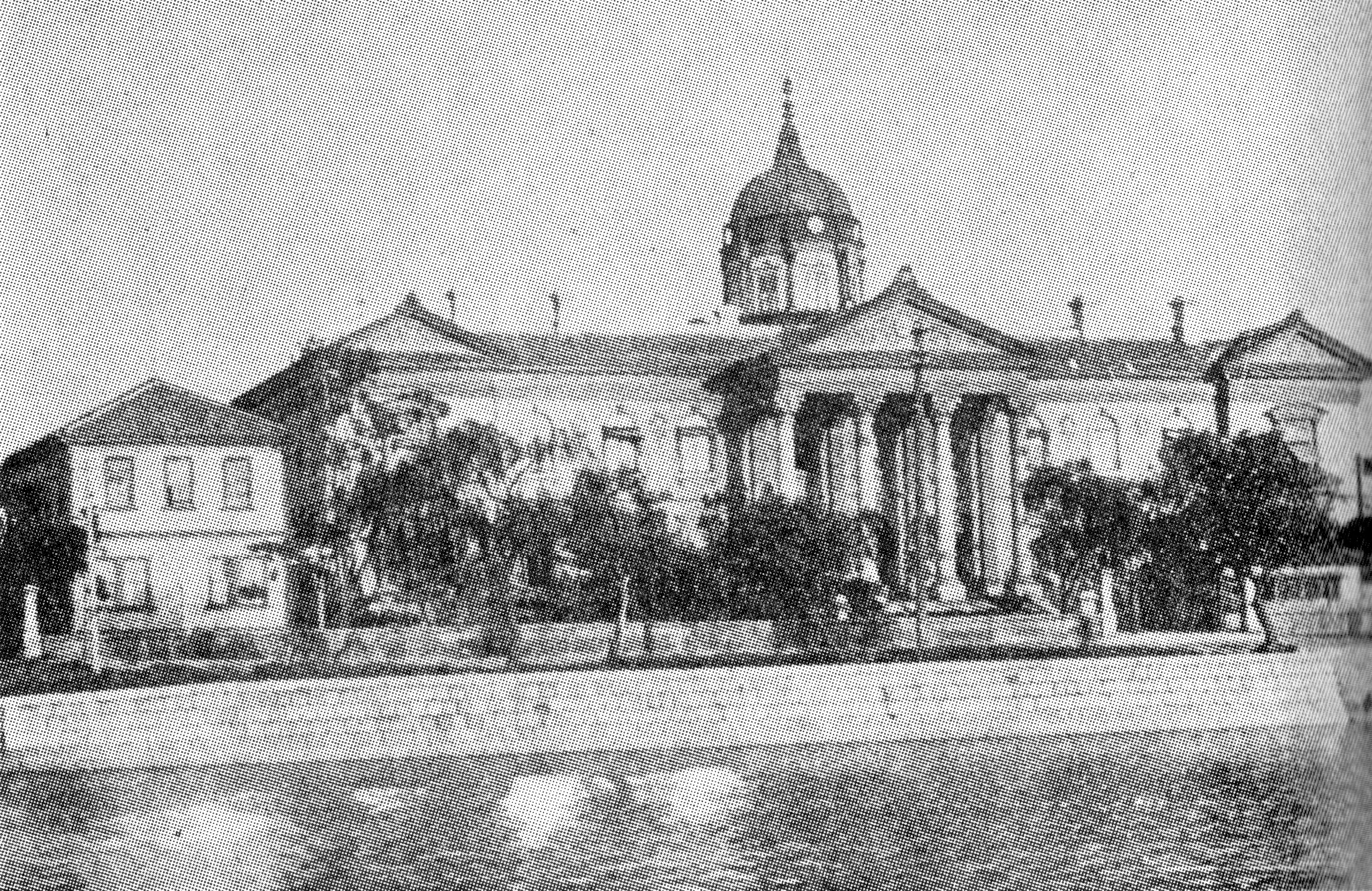
江之子島庁舎
（2代目大阪府庁舎。1874年竣工）

  - 1月22日 - 本願寺津村別院（現・中央区本町4丁目）に大阪鎮台を設置。
  - 1月27日 - 大阪裁判所に改称し、内本町橋詰町（現・中央区本町橋）の大坂西町奉行所跡に移転。

江之子島移転後は大阪府立博物場、大阪府立商品陳列所などを経て、現在はマイドームおおさかとなっている。
  - 5月2日 - 大阪府に改称。
- 1874年（明治7年）7月 - 西大組江之子島上之町（現：西区江之子島2丁目）に2代目庁舎が完成・移転。
大手前移転後は工業奨励館・後の産業技術総合研究所として使用。戦災で庁舎が焼失。現在の大阪府庁舎正面玄関内には旧庁舎の模型が展示されている。現在はマンション「阿波座ライズタワーズ」となっている。
- 1926年（大正15年）11月 - 東区大手前之町（現：中央区大手前2丁目）に3代目庁舎（現：府庁舎本館）が完成・移転。
- 1948年（昭和23年） - 阪神教育事件で暴徒に占拠される。
- 1964年（昭和39年） - 東区大手前之町（現・中央区大手前3丁目）に別館が完成。
- 1995年（平成7年） - 中央区大手前3丁目に新別館南館が完成。
- 1997年（平成9年） - 中央区大手前3丁目に新別館北館が完成。
- 2012年（平成24年） - 府庁舎本館を登録文化財とし、近代美術館に改装する検討に入った。府庁舎機能は新別館南館、新別館北館、大阪府咲洲庁舎に部分移転し、本館と別館の役割は順次縮小の予定。
- 2017年（平成29年）8月7日 - 西館の撤去工事を開始[7]。

## 周辺の分庁舎
- 別館：総務部危機管理室、住宅まちづくり部、都市整備部、教育委員会など
- 新別館北館：総務部人事室、教育委員会など
- 新別館南館：総務部人事室、都市整備部、大阪府パスポートセンターなど
- 分館6号館：総務部契約局
- 大阪府立労働センター（エル・おおさか）：本館 - 労働委員会、南館 - 商工労働部

## 交通機関
- 所在地（本館）：大阪府大阪市中央区大手前二丁目1-22
- 最寄駅
地下鉄谷町線・中央線 谷町四丁目駅
地下鉄谷町線・京阪本線 天満橋駅
大阪シティバス大手前バス停

## その他
- 大阪フィルム・カウンシルのおすすめロケ地に登録されているため、テレビや映画の撮影場所として提供を行っている。
- 大阪府設置の地震計が設置されている。観測地点名は大阪中央区大阪府庁。2011年3月9日に発生した東北地方太平洋沖地震（東日本大震災）の前震でも震度1の揺れが観測されている[8]。

### 主な撮影作品
テレビドラマ
- H-code〜愛しき賞金稼ぎ〜（朝日放送）
- 華麗なる一族（2007年、TBS）

映画
- ブラック・レイン（1989年） - 大阪ロケーション・サービス協議会設立以前の撮影協力作品。
- HERO（2007年、フジテレビ・東宝） - 裁判所のシーンが撮影された[3]。
- プリンセス・トヨトミ（2011年、フジテレビ・関西テレビ・東宝）